# 孙宏开
孙宏开（1934年12月18日—2024年8月15日），江苏张家港人，藏緬語族語言學者。1953年至2015之间田野调查藏緬語族30多种語言，发掘新语言10多种。中国科学院民族学与人类学研究所研究员，中国社会科学院荣誉学部委员。1954年毕业于北京大学。